# Seiji Kaneko
Seiji Kaneko (jap. 金古 聖司 Seiji Kaneko; ur. 27 maja 1980) – japoński piłkarz występujący na pozycji obrońcy.

## Kariera klubowa
Od 1999 do 2008 roku występował w klubach Kashima Antlers, Vissel Kobe, Avispa Fukuoka i Nagoya Grampus Eight.